# Palicourea glandulifera
Palicourea glandulifera är en måreväxtart som beskrevs av Charlotte M. Taylor. Palicourea glandulifera ingår i släktet Palicourea och familjen måreväxter. Inga underarter finns listade i Catalogue of Life.